# Бородкія згорнена
Бородкія згорнена (Barbula convoluta) — вид мохів порядку потіальних (Pottiales).

## Поширення
Батьківщиною є Європа, Африка, Північна Америка, Південна Америка, Азія, Нова Зеландія.

## Характеристика
Стебла до 1–1.5 см. Листки від довгоязикових до широколанцетних з довгастою основою, рідко яйцеподібні, 1–1.7 мкм, основа часто еліптична, розширена, краї рівні або слабко загнуті в проксимальній 1/3, верхівка від широкогострої до закругленої. Спеціалізоване нестатеве розмноження великими червоно-коричневими бульбами від кулястої до еліптичної форми, що народжуються на часто щільній масі ризоїдів, закопаних у ґрунт. Коробочкові ніжки 1–1.8 см. Коробочка 0.8–1.2 мм. Спори 10–12 мкм.